# Pi de la Taula b
Pi de la Taula B (π de la Taula b), també conegut com a HD 39091 b és un planeta extrasolar que es troba a 59 anys llum de distància en la constel·lació de la Taula. Va ser descobert per Hugh Jones et al. El planeta va ser anunciat en òrbita al voltant del groc estel subgegant Pi Mensae l'octubre de 2001. A causa de la gran massa del planeta i de gran excentricitat, el planeta està classificat com un «superjúpiter excèntric».